# Lasiurus xanthinus
Lasiurus xanthinus é uma espécie de morcego da família Vespertilionidae. Pode ser encontrada no México e Estados Unidos da América.